# Kitsch

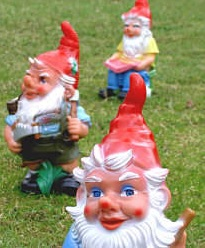
Själva inbegreppet av kitsch: trädgårdstomten.

Kitsch är ett lånord från tyska eller jiddisch och syftar på konst eller konsthantverk, ofta massproducerad, av undermålig materiell och estetisk kvalitet.
Ordet lanserades av konsthandlare i 1860- och 1870-talens München som term för billig och sötaktig konst, och begreppet fick internationell spridning under 1920-talet. Så småningom har kitsch fått en vidare betydelse och omfattar nu konstnärliga uttryck av olika slag som karaktäriseras av dålig smak och försök att med hjälp av olika grepp väcka sentimentala känslor, till exempel hötorgskonst och veckotidningsnoveller. 
De senaste decenniernas omvärdering av populärkulturen har också inneburit en ny syn på begreppet. Kitsch kan även vara ett medvetet och ironiskt användande av ett överdådigt formspråk; exempel på kitsch i detta avseende var den svenska popgruppen Army of Lovers. 